# Ivö distrikt
Ivö distrikt är ett distrikt i Kristianstads kommun och Skåne län. 
Distriktet ligger nordost om Kristianstad.

## Tidigare administrativ tillhörighet
Distriktet inrättades 2016 och utgörs av socknen Ivö i Kristianstads kommun.
Området motsvarar den omfattning Ivö församling hade vid årsskiftet 1999/2000.